# Ной-Зеланд

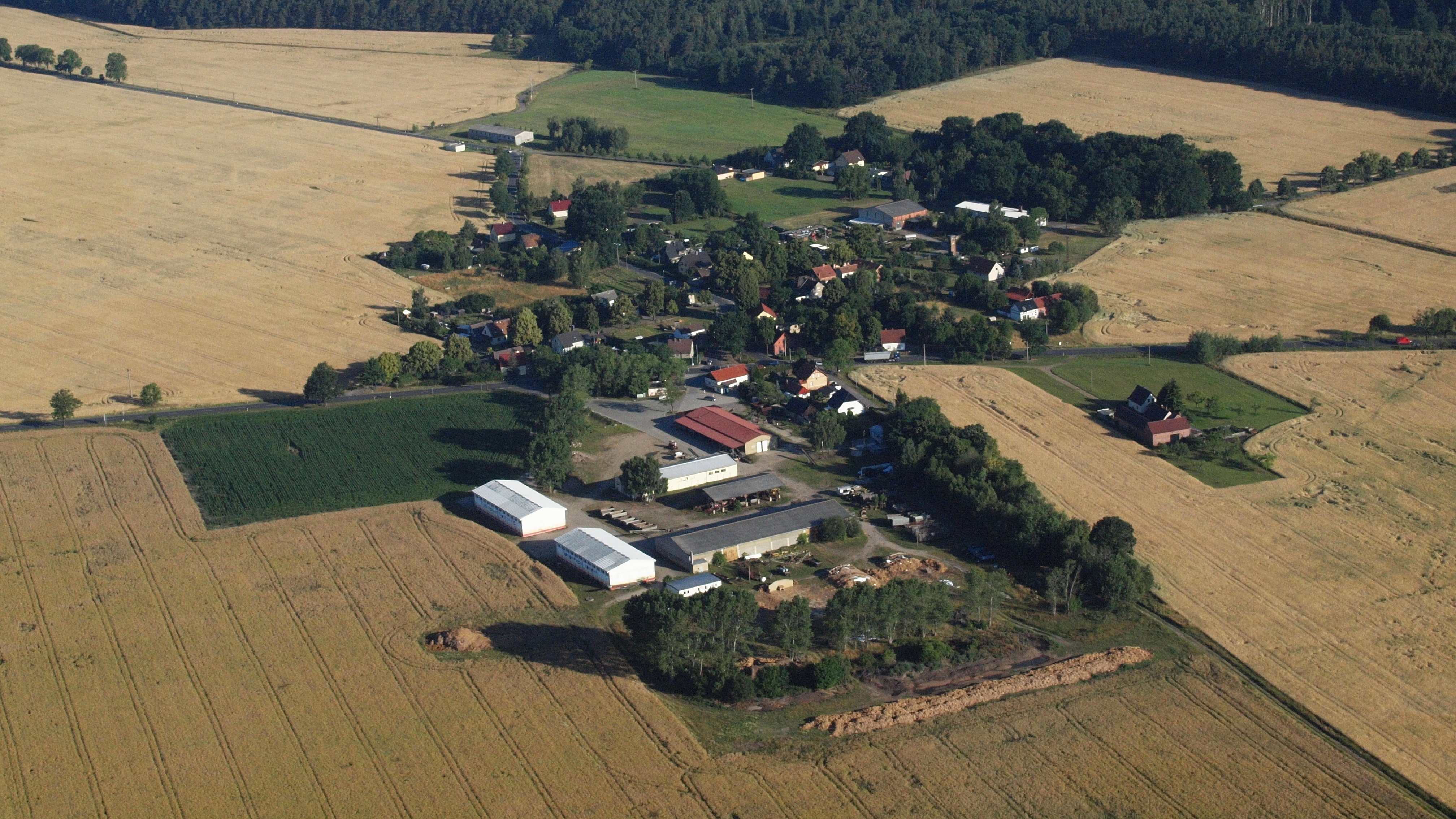

Ной-Зеланд или Нова-Язорина (нем. Neu-Seeland; н.-луж. Nowa Jazorina) — коммуна в Германии, в земле Бранденбург.
Входит в состав района Верхний Шпревальд-Лужица. Подчиняется управлению Амт Альтдёберн.  Население составляет 573 человека (на 31 декабря 2010 года). Занимает площадь 56,18 км².
Входит в состав культурно-территориальной автономии «Лужицкая поселенческая область», на территории которой действуют законодательные акты земель Саксонии и Бранденбурга, содействующие сохранению лужицких языков и культуры лужичан. Официальным языком в населённом пункте, помимо немецкого, является нижнелужицкий.
| Год  | Население |
| ---- | --------- |
| 2005 | 999       |
| 2010 | 607       |